# Điệu thức
Trong âm nhạc học, các điệu thức là một loại thang âm nhạc, ở đó vẫn sử dụng các nốt nhạc có cao độ khác nhau, khoảng cách (cung) giữa chúng không thay đổi, mà chỉ thay đổi nốt chủ của thang âm. Ở thuật ngữ âm nhạc phương Tây, khái niệm này là mode bắt nguồn từ tiếng Latinh là modus. Đến thế kỷ 18, đã phát hiện thuật ngữ "mode" (điệu thức) cũng tồn tại và  được áp dụng trong các nền văn hóa âm nhạc ngoài châu Âu, nhưng không có sự tương thích hoàn toàn. 
Phần sau đây chỉ giới thiệu thuật ngữ "mode" theo âm nhạc châu Âu và đã được dịch chính thức là điệu thức, dùng phổ biến trong giảng dạy về âm nhạc ở Việt Nam.

## Tổng quan

### Khái niệm
Về khái niệm này, nhà âm nhạc học người Mỹ là Harold S. Powers đề xuất rằng: đây là một thuật ngữ chung giới hạn cho các loại giai điệu dựa trên quãng tám Hy Lạp cổ đại được gọi là tonos (τόνος) hoặc harmoniac (ἁρμονία), với "hầu hết khu vực giữa nằm trong miền của điệu thức".
Còn theo nhà âm nhạc học người Ba Lan là Mieczyslaw Kolinski, thì điệu thức là bất kỳ những cách sắp xếp nào các nốt của thang âm theo các quãng mà chúng tạo thành, từ đó tạo nên một khung lý thuyết cho giai điệu. Nói cách khác - theo ông - điệu thức là "từ vựng" (vốn từ) của một giai điệu; nó chỉ định những nốt nào có thể được sử dụng và chỉ ra những nốt nào có tầm quan trọng đặc biệt. Trong số này, có hai nốt chính: nốt cuối cùng kết thúc giai điệu và nốt chủ là trung tâm.

### Ví dụ
Cùng một thang âm gồm 7 nốt nhạc gồm "C (đồ) - D (rê) - E (mi) - F (fa) - G (son) - A (la) - B (si)", thuộc thang âm nguyên, nhưng nếu giai điệu lấy nốt chủ âm khác nhau, thì sẽ có điệu thức khác nhau.
- Ví dụ 1: Khi lấy C (nốt đô) là nốt chủ, khởi đầu chuỗi thang âm, thì ở chuỗi này, khoảng cách giữa nốt thứ 3 và 4 (E-F) là 1/2 cung, giữa 7 và 8 (B-C) là 1/2 cung, còn lại đều là 1 cung. Do đó giai điệu theo thang âm này là thuộc giọng đô trưởng (C major).  Còn "vốn từ" của giai điệu theo điệu thức này là "C, D, E, F, G, A và B", với nốt kết thúc thường là C, hoặc có thể là E hay G, còn chủ âm là C.
- Ví dụ 2: Nhưng nếu thay đổi nốt chủ là A (la), sẽ có chuỗi xếp từ thấp lên cao dần gồm A (la) - B (si) - C (đô) - D (rê) - E (mi) - F (fa) - G (son) - A (lá). Chuỗi này vẫn thuộc thang âm nguyên, khoảng cách giữa E-F và giữa B-C vẫn là 1/2 cung, còn lại đều là 1 cung, nhưng lại tạo ra giai điệu khác và thuộc giọng la thứ (A minor). Còn "vốn từ" của giai điệu theo điệu thức này là "A, B, C, D, E, F và G", với nốt kết thúc thường là A, hay có thể là D hay  E, còn chủ âm là A.

Sự thay đổi này giống như phép hoán vị trong toán học. Vì vậy, trên lí thuyết có thể có vô số kiểu điệu thức do hoán vị, chưa kể những điệu thức dân tộc tùy theo từng vùng lãnh thổ hoặc các Quốc gia trên Thế giới.

### Mở rộng
- Giả sử trong cùng một thang âm gồm 7 nốt, mà ta lấy nốt chủ là A (la), nhưng lại phải đảm bảo khoảng cách giữa nốt thứ 3 và 4 (C-D) là 1/2 cung, giữa 7 và 8 (G-A) là 1/2 cung, còn lại đều là 1 cung, thì ta có "từ vựng" phải là chuỗi "A, B, C♯, D, E, F♯ và G♯". Trường hợp này, ta có giọng la trưởng hay A major, khoảng cách giữa các nốt trong chuỗi giống hệt như đô trưởng, nhưng có nốt kết thúc thường là A, hay có thể là C♯ hay E, còn chủ âm là A. Ở đây, giai điệu la trưởng là khác với giai điệu đô trưởng, nhưng chuỗi nốt trong thang âm có khoảng cách hệt như nhau, nên các giai điệu la trưởng và đô trưởng trong các ví dụ trên đều là cùng chung một điệu thức trưởng (major mode),[12] ở Việt Nam thường gọi chung là "giọng" trưởng hay "gam" trưởng.
- Trong nghiên cứu âm nhạc hiện nay, các điệu thức không chỉ do hoán vị như trên, mà còn có thể xuất hiện khi thay đổi cung bậc giữa các nốt trong thang âm. Do đó, nếu giai điệu có cùng một nốt chủ, vẫn thuộc thang âm nguyên, nhưng khoảng cách cung trong chuỗi thay đổi, sẽ tạo ra nhiều điệu thức khác nhau. Chẳng hạn ở ảnh minh hoạ đầu trang, cùng là giọng đô (C), nhưng có thể thuộc các điệu thức khác nhau: C-dorian, C-phrygian, C-lydian, C-mixolydian, C-aeolian và C-locrian.

## Xem đủ hơn
Định nghĩa và các điệu thức chính (tiếng Anh) ở https://www.britannica.com/art/mode-music/Plainchant